# Низькі Бескиди

Центральні Бескиди

Низькі́ Бески́ди (інша назва Центральні Бескиди; пол. Beskidy Środkowe) — гірський масив, центральна частина Бескидів, на кордоні Польщі та Словаччини.
Масив простягається дугою із заходу на схід. Є вододілом між річками Дунайського басейну на півдні (Тепла, Ондава, Лаборець) та річками Віслинського басейну на півночі (Віслок, Віслока, Біла).
Найвища точка — Бусов 1002 м, на території Словаччини. Складова частина — Лаборецька Верховина.

## Див. також

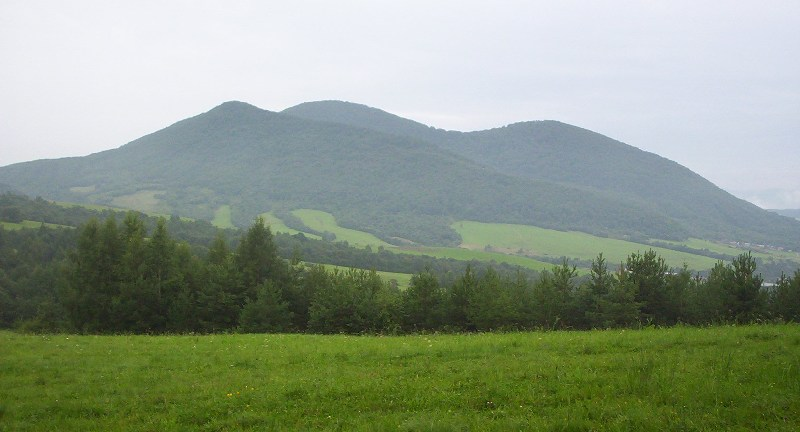
Бусов (1002 м)

## Території під охороною
- Магурський національний парк
- Яслиська (ландшафтний парк)[pl]

## Гідрографія
- Бенядовський потік[2]
- Вагановський потік[3]
- Деменовський потік[4]
- Кадлубський потік[5]
- Малий Таповець[6]
- Сольний потік[7]